# Liar, Liar (ранобэ)
Liar, Liar (яп. ライアー・ライアー Райа: райа:, «Лжец, лжец») — ранобэ, написанное Харуки Куо и проиллюстрированное Кономи. Правами на издание в Японии обладает Media Factory, выпустившее под собственным импринтом MF Bunko J пятнадцать томов ранобэ. Адаптация ранобэ в формат манги с иллюстрациями Фуны Юкины публикуется в журнале сэйнэн-манги Monthly Comic Alive издательства Media Factory с августа 2019 года и по состоянию на август 2023 года издана в четырёх томах-танкобонах. Студией Geek Toys ранобэ адаптировано в формат аниме-сериала, трансляция которого проходила с июля по сентябрь 2023 года.

## Сюжет
Хирото Синохара перевёлся в престижную школу на Академическом острове, в которой действует особая система рангов. Ранги, наивысшим значением которого является семь звёзд, выдаются в результате победы над соперниками в различных играх. В первый же день в новой школе Хирото случайно обыграл победительницу прошлого года Сарасу Сайондзи и получил ранг в семь звёзд. Однако его победа считается невероятной в силу того, что перед этим звезда у него была одна. По просьбе директора школы Хирото должен, защищая свой ранг, лгать всей школе и, при поддержке приставленной к нему горничной Сираюки Химэдзи, стремиться к получению настоящего ранга в семь звёзд.

## Персонажи
Хирото Синохара (яп. 篠原 緋呂斗 Синохара Хирото)
Сэйю: Гэнта Накамура
Сираюки Химэдзи (яп. 姫路 白雪 Химэдзи Сираюки)
Сэйю: Юкина Сюто
Сараса Сайондзи (яп. 彩園寺 更紗 Сайондзи Сараса) / Рина Акабанэ (яп. 赤羽 里奈 Акабанэ Рина)
Сэйю: Вакана Курамоти
Ноа Акидзуки (яп. 秋月 乃愛 Акидзуки Ноа)
Сэйю: Рика Татибана
Цумуги Сийна (яп. 椎名 紬 Сийна Цумуги)
Сэйю: Юрика Морияма
Нацумэ Итиносэ (яп. 一ノ瀬 棗 Итиносэ Нацумэ)
Сэйю: Хоко Кувасима
Ами Кагая (яп. 加賀谷 亜未 Кагая Ами)
Сэйю: Хибику Ямамура
Фука Татара (яп. 多々良 楓花 Татара Фу:ка)
Сэйю: Момоко Сэто
Юки Цудзи (яп. 辻 友紀 Цудзи Ю:ки)
Сэйю: Маи Мотидзуки
Сэйран Кугасаки (яп. 久我崎 晴嵐 Кугасаки Сэйран)
Сэйю: Дзюн Фукуяма
Судзуран Кадзами (яп. 風見 鈴蘭 Кадзами Судзуран)
Сэйю: Сора Токуи
Синдзи Эномото (яп. 榎本 進司 Эномото Синдзи)
Сэйю: Дзюнъя Эноки
Нанасэ Асамия (яп. 浅宮 七瀬 Асамия Нанасэ)
Сэйю: Саори Ониси

## Медиа

### Ранобэ
Ранобэ Liar, Liar, написанное Харуки Куо и проиллюстрированное Кономи, выпускалось под импринтом MF Bunko J издательства Media Factory с 25 апреля 2019 по 25 ноября 2023 года. Всего было выпущено пятнадцать томов основной серии и один сборник рассказов. 14 ноября 2023 года стало известно, что серия завершится на пятнадцатом томе, который поступил в продажу 25 ноября.
В феврале 2023 года американское издательство Yen Press объявило о приобретении прав на публикацию ранобэ на английском языке.

#### Список томов
| №  | Дата публикации     | ISBN                   |
| -- | ------------------- | ---------------------- |
| 01 | 25 апреля 2019 г.   | ISBN 978-4-0406-5631-1 |
| 02 | 24 августа 2019 г.  | ISBN 978-4-0406-5798-1 |
| 03 | 25 февраля 2020 г.  | ISBN 978-4-0406-4447-9 |
| 04 | 25 марта 2020 г.    | ISBN 978-4-0406-4549-0 |
| 05 | 20 июля 2020 г.     | ISBN 978-4-0406-4810-1 |
| 06 | 25 ноября 2020 г.   | ISBN 978-4-0468-0015-2 |
| 07 | 25 марта 2021 г.    | ISBN 978-4-0468-0329-0 |
| 08 | 21 июля 2021 г.     | ISBN 978-4-0468-0610-9 |
| 09 | 25 ноября 2021 г.   | ISBN 978-4-0468-0913-1 |
| 10 | 25 марта 2022 г.    | ISBN 978-4-0468-1293-3 |
| 11 | 25 июля 2022 г.     | ISBN 978-4-0468-1582-8 |
| 12 | 25 ноября 2022 г.   | ISBN 978-4-0468-1939-0 |
| 13 | 25 марта 2023 г.    | ISBN 978-4-0468-2333-5 |
| 14 | 25 июля 2023 г.     | ISBN 978-4-0468-2663-3 |
| SS | 25 сентября 2023 г. | ISBN 978-4-0468-2868-2 |
| 15 | 25 ноября 2023 г.   | ISBN 978-4-0468-3076-0 |

### Манга
Об адаптации ранобэ в формат манги было объявлено 5 августа 2019 года. Манга, проиллюстрированная Фуной Юкиной, публикуется в журнале сэйнэн-манги Monthly Comic Alive издательства Media Factory с 27 августа 2019 года. Первый том-танкобон манги поступил в продажу 23 апреля 2020 года; всего на август 2023 года главы манги были скомпонованы в четыре танкобона.
Правами на выпуск манги на территории США, как и правами на оригинальное ранобэ, обладает издательство Yen Press.

#### Список томов
| №  | Дата публикации    | ISBN                   |
| -- | ------------------ | ---------------------- |
| 01 | 23 апреля 2020 г.  | ISBN 978-4-0406-4507-0 |
| 02 | 21 ноября 2020 г.  | ISBN 978-4-0406-4894-1 |
| 03 | 22 июля 2023 г.    | ISBN 978-4-0468-2836-1 |
| 04 | 22 августа 2023 г. | ISBN 978-4-0468-2884-2 |

### Аниме
Об аниме-адаптации ранобэ было объявлено в День смеха 1 апреля 2021 года. 17 ноября 2022 года было объявлено о том, что ранобэ адаптировано в формат аниме-сериала, производством которого занялась студия Geek Toys. На должность режиссёров аниме-сериала были назначены Сатору Оно и Наоки Мацуура, сценаристом стала Момока Тоёда, дизайнером персонажей — Юми Накамура, а композиторами — Куниюки Такахаси и Кэйити Хирокава из студии Monaca. Аниме-сериал транслировался с 8 июля по 23 сентября 2023 года на Tokyo MX и других телеканалах. Открывающая музыкальная тема аниме-сериала — «Lies Goes On», исполненная певицей May’n; закрывающая — «Faky Merry Game», исполненная идол-группой Smile Princess.
За пределами Азии аниме-сериал лицензирован стриминговым сервисом Crunchyroll, на территории Южной и Юго-Восточной Азии — компанией Medialink, которая транслировала его посредством YouTube-каналов Ani-One. На русском языке аниме-сериал лицензирован Crunchyroll под названием «Ложь на лжи».

#### Список серий
| №  | Название                                                           | Режиссёр                                    | Премьера в Японии   |
| -- | ------------------------------------------------------------------ | ------------------------------------------- | ------------------- |
| 01 | Король и ложь «О: то усо» (王と嘘)                                 | Дзиро Анимо                                 | 8 июля 2023 г.      |
| 02 | Верность и спектакль «Тю:ги то энги» (忠義と演技)                  | Кадзухиро Такэути, Ким Мён Гын              | 15 июля 2023 г.     |
| 03 | Ничья и упорство «Гокаку то какуго» (互角と覚悟)                   | Наоки Миядзаки, Ким Ючхон, Ким Мён Гын      | 22 июля 2023 г.     |
| 04 | Шоколад и дьяволица «Тёко то акума» (チョコと悪魔)                 | Акира Като, Ким Мён Гын                     | 29 июля 2023 г.     |
| 05 | Шанс на победу и голубые глаза «Катимэ то аой мэ» (勝ち目と蒼い目) | Ким Ын Бён, Кадзухиро Такэути               | 5 августа 2023 г.   |
| 06 | Поиск сокровищ «Такара то ями» (宝と闇)                            | Акио Хосоя                                  | 12 августа 2023 г.  |
| 07 | Тишина и перемены «Сэй то кай» (静と改)                            | Нориёси Сасаки, Тоситака Сайто, Ким Мён Гын | 19 августа 2023 г.  |
| 08 | Сладких снов «Гуддо найто» (グッドナイト)                          | Ясуюки Фусэ                                 | 26 августа 2023 г.  |
| 09 | Бой и натиск «То:со: то со:то:» (闘争と掃討)                       | Акира Като                                  | 2 сентября 2023 г.  |
| 10 | Герои и уловки «Хи:ро: то торикку» (ヒーローとトリック)            | Кадзухиро Такэути, Ицуми Юкино              | 9 сентября 2023 г.  |
| 11 | Соратники «Хэй то томо» (兵と友)                                   | Нориёси Сасаки                              | 16 сентября 2023 г. |
| 12 | Вместе с друзьями «Дзутто минна то» (ずっとみんなと)               | Нориёси Сасаки                              | 23 сентября 2023 г. |

## Приём
К марту 2020 года общий тираж ранобэ составил более 100 тысяч проданных копий. К марту 2021 года ранобэ было продано тиражом более 150 тысяч копий.
В марте 2020 года ранобэ вместе с серией The Executioner and Her Way of Life заняло на гран-при Ranobe Suki Shotenin Taisho шестое место в категории «Лучший бункобон». На выставке Kadokawa Light Novel Expo 2020, проходившей с марта по апрель 2021 года, ранобэ по результатам отбора лучших работ заняло третье место в категории «Лучшая команда».